# Тиамис
Ти́амис (греч. Θύαμις), также Калама́с (Καλαμάς) — река в Греции, в Эпире, впадающая в пролив Керкира Ионического моря против острова Керкиры. Длина 115 километров. Вытекает из южных предгорий горы Немерчка на границе с Албанией и имеет площадь водосбора 1750 квадратных километров. Течёт через периферийные единицы Янина и Теспротия, сначала с севера на юг, затем с востока на запад. В Янине принимает притоки Гормос (Γορμός), Смолицас (Σμολίτσας), Тирия и Лангавицас (Λαγκάβιτσας). Впадает в Ионическое море к западу от Игуменицы, где образует небольшую аллювиальную равнину. Средний расход воды в устье — 38,6 м³/с.
В античной географии известна как река Тюамида, Фиамий или Фиамис, на границе Феспротиды (Θεσπρωτίς) и Кестрины (Κεστρίνη), прибрежных областей Эпира.
Река дала название области Чамерия, населённой до Второй мировой войны албанцами-чамами, название этому этносу и греческому танцу цамикос, разновидности сиртоса, изначально военному танцу эпиротов.
В ноябре 1940 году у истоков реки произошло сражение при Элеа-Каламас.
Водно-болотные угодья в устье Тиамиса и остров Прасуди (Πρασούδι) входят в сеть особых природоохранных зон Европейского союза по защите птиц «Натура 2000». Водная растительность водоёмов и канав состоит из ряски малой, роголистника и рдеста. Заросли состоят из тростника обыкновенного. Влажные луга с различными видами ситника характерны в некоторых районах дельты. Область важна для размножения, миграции и зимовки водоплавающих птиц.
В сеть особых природоохранных зон Европейского союза по защите птиц «Натура 2000» входит также теснина Паракаламос. Представляет собой ущелье с лесами на аллювиальной равнине и фриганой на окружающих горах. Область важна для размножения хищных птиц, в частности для степной пустельги.